# Ammophila globifrontalis
Ammophila globifrontalis là một loài côn trùng cánh màng trong họ Sphecidae, thuộc chi Ammophila. Loài này được Li and Ch. Yang miêu tả khoa học đầu tiên năm 1995.